# George Radcliffe
George Radcliffe (* 24. Juni 1877 in Lathom; † 1932) war ein englischer Fußballspieler.

## Karriere
Radcliffe kam im November 1898 zu Newton Heath und trat für die erste Mannschaft des Klubs erstmals am 7. Januar 1899 bei einem 2:0-Sieg in einem Freundschaftsspiel gegen den Lokalrivalen Manchester City in Erscheinung, dabei erzielte er den Führungstreffer. Zu seinem einzigen Einsatz in der Football League Second Division kam er einige Monate später: am 12. April 1899 wirkte er bei einem 5:0-Heimsieg gegen Luton Town auf Rechtsaußen mit, blieb aber als einziger Spieler der Sturmreihe Radcliffe – Billy Morgan – Neddy Lee – Matthew Gillespie – Joseph Cassidy ohne eigenen Torerfolg.
In der Sommerpause verließ er den Klub wieder, Anfang September 1899 trat er für Newton Heaths ambitionierten Ligakonkurrenten New Brighton Tower in zwei Qualifikationsrunden zum FA Cup in Erscheinung, als deutliche Siege gegen lokale Amateurteams gelangen. Er kam dabei als Vertretung von Tommy Leigh zum Einsatz, im weiteren Saisonverlauf wurde er aber nicht mehr bei New Brighton eingesetzt.